# لیدییا سیچنیکووا
لیدییا سیچنیکووا (اوکراینی: Лідія Юріївна Січеннікова؛ زادهٔ ۳ فوریهٔ ۱۹۹۳) کماندار اهل اوکراین است.وی همچنین از کمانداران بازی‌های المپیک تابستانی ۲۰۱۲ و ۲۰۱۶ بوده است.